# VV Zwartemeer in het seizoen 1965/66
Het seizoen 1965/1966 was het 11e jaar in het bestaan van de Klazienaveense betaaldvoetbalclub Zwartemeer. De club kwam uit in de Tweede divisie A en eindigde daarin op de vierde plaats, de vierde plaats gaf recht op rechtstreekse promotie naar de Eerste divisie. Tevens deed de club mee aan het toernooi om de KNVB beker, hierin werd de club in de groepsfase uitgeschakeld.

## Wedstrijdstatistieken

### Tweede divisie A
|       | AGOVV | Gooiland | De Graafschap | Heerenveen | Hilversum | HVC   | PEC   | Tubantia | Veendam | Vitesse | Wageningen | FC Zaanstreek | ZFC   | Zwolsche Boys |
| ----- | ----- | -------- | ------------- | ---------- | --------- | ----- | ----- | -------- | ------- | ------- | ---------- | ------------- | ----- | ------------- |
| Thuis | 2 – 1 | 1 – 1    | 2 – 0         | 4 – 0      | 2 – 2     | 2 – 1 | 2 – 0 | 1 – 0    | 2 – 0   | 2 – 0   | 2 – 1      | 0 – 0         | 5 – 0 | 5 – 1         |
| Uit   | 2 – 3 | 3 – 3    | 5 – 1         | 1 – 1      | 1 – 1     | 3 – 1 | 0 – 0 | 4 – 2    | 1 – 1   | 2 – 1   | 2 – 2      | 4 – 1         | 0 – 2 | 1 – 3         |

### KNVB beker
| Groepsfase                                             | Zwartemeer                             | 0 – 1 (0 – 1)      | PEC             |
| 19 september 1965 Plaats: Klazienaveen Mr. Ovingstraat |                                        |                    | 30' Leo Koopman |
| Groepsfase                                             | Heracles                               | 3 – 1 (1 – 0)      | Zwartemeer      |
| 7 november 1965 Plaats: Almelo Bornsestraat            | Gerrit Borghuis Herman Morsink –', 89' |                    | Joop Meijer     |
| Groepsfase                                             | Zwartemeer                             | Niet meer gespeeld | Zwolsche Boys   |
| 3 februari 1966 Plaats: Klazienaveen Mr. Ovingstraat   |                                        |                    |                 |

## Statistieken Zwartemeer 1965/1966

### Eindstand Zwartemeer in de Nederlandse Tweede divisie A 1965 / 1966
| Stand | Gespeeld | Gewonnen | Gelijk | Verloren | Punten | Doelpunten voor | Doelpunten tegen |
| ----- | -------- | -------- | ------ | -------- | ------ | --------------- | ---------------- |
| 4e    | 28       | 14       | 9      | 5        | 37     | 54              | 36               |

### Topscorers
| #              | Naam                        | Goal |
| -------------- | --------------------------- | ---- |
| 1.             | Tonny Roosken               | 22   |
| 2.             | Hans Kalter                 | 13   |
| 3.             | Willy Hoogenberg            | 5    |
| 4.             | Freek Schutten              | 4    |
| 5.             | Luc Gerdes                  | 3    |
| 6.             | Joop Meijer                 | 2    |
| 7.             | Ad Groenewold               | 1    |
| 7.             | Henk de Groote              | 1    |
| 7.             | Henk Kalter                 | 1    |
| 7.             | Sybrand Timmer              | 1    |
| Eigen doelpunt |                             |      |
| –              | Willy Rozeboom (Heerenveen) | 1    |
| Totaal         | Totaal                      | 54   |

| #      | Naam        | Goal |
| ------ | ----------- | ---- |
| 1.     | Joop Meijer | 1    |
| Totaal | Totaal      | 1    |